# Lastfall
Lastfall ist ein Begriff aus der Baustatik, der in anderem Zusammenhang aber auch in anderen Bereichen des Bauwesens verwendet wird.

## Baustatik
In der DIN 1055-100 wird ein Lastfall als Angabe von Lastanordnungen, Verformungen und Imperfektionen, die gleichzeitig auf ein Tragwerk einwirken können, definiert.
Einzelne, getroffene Lastannahmen werden zu Lastfällen zusammengestellt, nach denen die Tragkonstruktion bemessen oder mithilfe von Baustatik-Software ausgelegt wird.
Verschiedene auf ein Bauwerk wirkende Lasten:
- Eigenlast
- Nutzlast
- Windlast
- Schneelast
- Erschütterungen durch Erdbeben, Straßenverkehr und Baumaßnahmen
- Wärmedehnung infolge Sonneneinstrahlung oder Brand
- Erddruck, der z. B. auf Kellerwände und Stützwände wirkt
- Wasserdruck und statischer Auftrieb durch Grundwasserstand oder Hochwasser
- Anprall von Fahrzeugen.

## Bauwerksabdichtung
Die bis 2017 in der DIN 18195 definierten Anforderungen zur Einstufung der Wasserbelastung auf die Bauwerksabdichtung wurden ebenfalls als Lastfälle bezeichnet. Mit der Neufassung der Abdichtungsnormen und Aufgliederung in Anwendungsbereiche in den Normenreihen DIN 18531 bis DIN 18535 sind in DIN 18195 nur noch die Begriffe genormt. Statt "Lastfall" wird der Begriff "Wassereinwirkungsklasse" verwendet.